# Verwaltungsgericht Dresden
Das Verwaltungsgericht Dresden ist ein Gericht der Verwaltungsgerichtsbarkeit in Dresden. Es ist eines von drei Verwaltungsgerichten des Freistaats Sachsen.

## Gerichtssitz und -bezirk
Der Gerichtssitz ist Dresden. Der Gerichtsbezirk erstreckt sich auf den ehemaligen Direktionsbezirk Dresden. Damit ist das Gericht für das Gebiet der Landeshauptstadt sowie die Landkreise Bautzen, Görlitz, Meißen und Sächsische Schweiz-Osterzgebirge örtlich zuständig.

## Geschichte
Kurz vor der Wende in der DDR wurden im Juli 1989 einigen Kreisgerichten, darunter dem Kreisgericht Dresden-Mitte Kammern für Verwaltungssachen gebildet. Zum 1. Juli 1992 wurden die Kammern aus diesem herausgelöst und ein eigenständiges Verwaltungsgericht mit zunächst zwölf Richtern in vier Kammern etabliert. Dieses hatte anfänglich seinen Sitz in der Loschwitzer Straße 43 () im Stadtteil Blasewitz. Zwischen 1995 und November 2006 befand es sich in der Pirnaischen Vorstadt auf der Blüherstraße 4 () und zog anschließend in die ehemalige Schützenkaserne in der Albertstadt um.

## Personal
Zum 1. Januar 2008 waren am Verwaltungsgericht Dresden in acht Kammern 29 Richter sowie 31 Mitarbeiter tätig. Präsident des Verwaltungsgerichts war vom 1. November 1992 bis zu seiner Pensionierung am 30. September 2008 der bayerische Richter Heinrich Rehak. Im Juni 1996 war Rehak für neun Jahre zum Vertreter des Präsidenten des Verfassungsgerichtshofes gewählt worden. In einem Spiegel-Interview 8 Jahre vor seiner Pensionierung hatte Rehak gesagt: „Ich kenne kein anderes Bundesland, in dem das Justizministerium so offen Einfluss auf die Verwaltungsgerichte nimmt.“ Ihm wurden Urteile zwar nicht „vorgeschrieben“ aber „Der Minister appelliert häufig an uns, Verfahren zu beschleunigen und nicht so genau hinzusehen. Für Beförderungen ist die Zahl der Erledigungen maßgeblich.“ Und: „… die Dienstaufsicht wird zu streng geführt. Dadurch fühlt sich der einzelne Richter unter ständiger Kontrolle. Dabei ist es die Aufgabe von Verwaltungsgerichten, Entscheidungen staatlicher Instanzen zu kontrollieren.“
Von 2015 bis 2023 war Claudia Kucklick Präsidentin des Verwaltungsgerichts Dresden. Nach deren Ernennung zur Präsidentin des Sächsischen Landessozialgerichts nahm Dirk Munzinger, zuvor Vorsitzender Richter am Sächsischen Oberverwaltungsgericht, mit Wirkung vom 1. Januar 2024 ihre Position ein.

## Gebäude

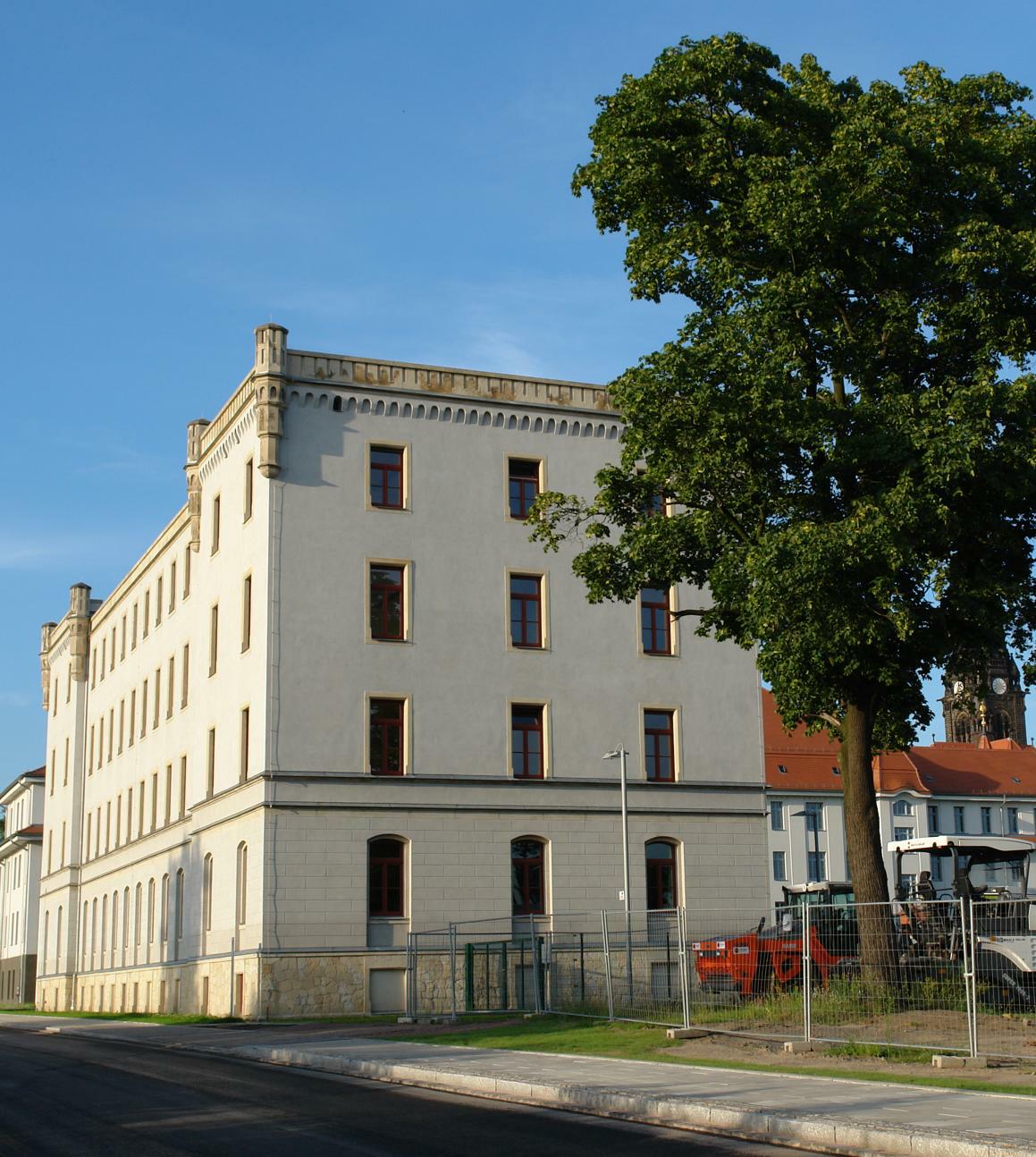
Derzeitiges Gebäude

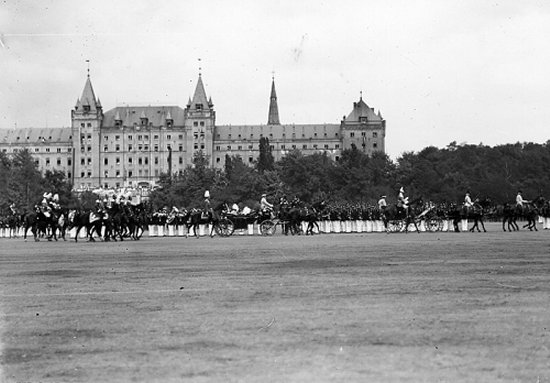
Hauptgebäude der Schützenkaserne am Alaunplatz 1910, abgerissen 1954

Das Verwaltungsgericht ist gemeinsam mit dem Sozialgericht Dresden und dem Arbeitsgericht Dresden im Dresdner Fachgerichtszentrum in der Albertstadt untergebracht. Dieses befindet sich in den Nebengebäuden der ehemaligen Dresdner Schützenkaserne. Das Verwaltungsgericht hat dabei ein ursprünglich als Kleine Kaserne bezeichnetes Bauwerk bezogen, das 1878 im neogotischen Stil errichtet wurde. Durch die Luftangriffe auf Dresden kam es 1945 zu Zerstörungen im Kasernengelände, in deren Folge das Hauptgebäude der Schützenkaserne 1954 abgerissen wurde. Im Gegensatz dazu blieb die Kleine Kaserne erhalten und erfuhr bis 1992 eine Nutzung durch die Sowjetarmee. Nach umfassenden Sanierungsarbeiten beherbergt sie seit November 2006 das Verwaltungsgericht Dresden.

## Übergeordnete Gerichte
Übergeordnetes Gericht ist das Sächsische Oberverwaltungsgericht in Bautzen. Auf dieses folgt im Instanzenzug das Bundesverwaltungsgericht in Leipzig für Verwaltungsangelegenheiten nach Bundesrecht.